# Ingrisma euryrrhina
Ingrisma euryrrhina är en skalbaggsart som beskrevs av Raffaello Gestro 1891. Ingrisma euryrrhina ingår i släktet Ingrisma och familjen Cetoniidae. Inga underarter finns listade i Catalogue of Life.